# Qwant
Qwant è un motore di ricerca europeo fornito dalla omonima società francese; dichiara di non profilare gli utenti né di usare bolle di filtraggio per presentare i risultati della ricerca. Il servizio è stato lanciato inizialmente il 16 febbraio 2013 in versione beta e il 4 luglio 2013 in versione stabile. Una nuova versione è stata lanciata nell'aprile 2015.

## Storia

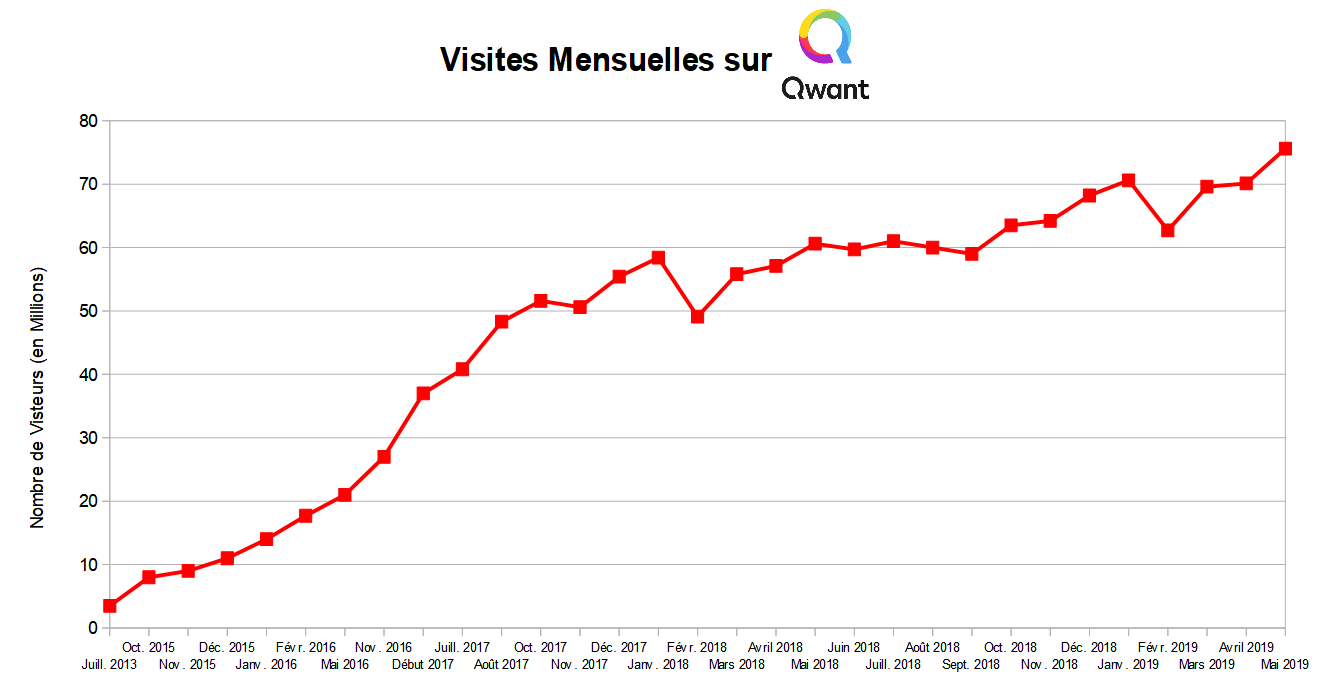
Visite mensili a Qwant

Qwant è stato fondato nel 2011 da Jean-Manuel Rozan, esperto di finanza, ed Éric Leandri, specialista nella sicurezza dei computer. Il nome Qwant viene da una combinazione di idee. La Q di Qwant sta per quantité («quantità») ed evoca la quantità di dati elaborati dal motore di ricerca, e want è la contrazione del termine inglese wanted («ricercato»).
È stato pubblicato il 16 febbraio 2013 dopo due anni di ricerche e sviluppo.
Il 27 ottobre 2015, in seguito alla distribuzione dell'ultima versione stabile, la Banca europea degli investimenti (BEI) ha deciso di sostenere Qwant con un finanziamento di 25 milioni.
Nello stesso mese, Qwant ha reso disponibile una versione più veloce e leggera del motore di ricerca destinata agli utenti con browser vecchi o computer poco potenti. Le funzioni integrate come i video automatici in sottofondo o le funzionalità in JavaScript sono state rimosse.
Nel giugno 2017, Qwant ha annunciato che sarà integrato come motore di ricerca predefinito nello smartphone Fairphone 2 firmando un accordo di partnership con Fairphone.
Nel mese di ottobre 2017 è stato lanciato in Italia.
Il 10 novembre 2017, Qwant acquista la Xilopix (un'azienda con sede in Lorena che pubblica il motore di ricerca Xaphir) in difficoltà finanziarie. Allo stesso tempo, Qwant collabora con Inria per condurre ricerche sulle tecnologie internet rispettose della privacy.
Il 9 gennaio 2018 Qwant entra nel mercato cinese in concomitanza con la visita di Emmanuel Macron in Cina. La Cina permette di utilizzare solamente servizi che facciano rimanere i dati nel paese.
Il 4 luglio 2018 Qwant presenta la versione 4 del motore di ricerca.

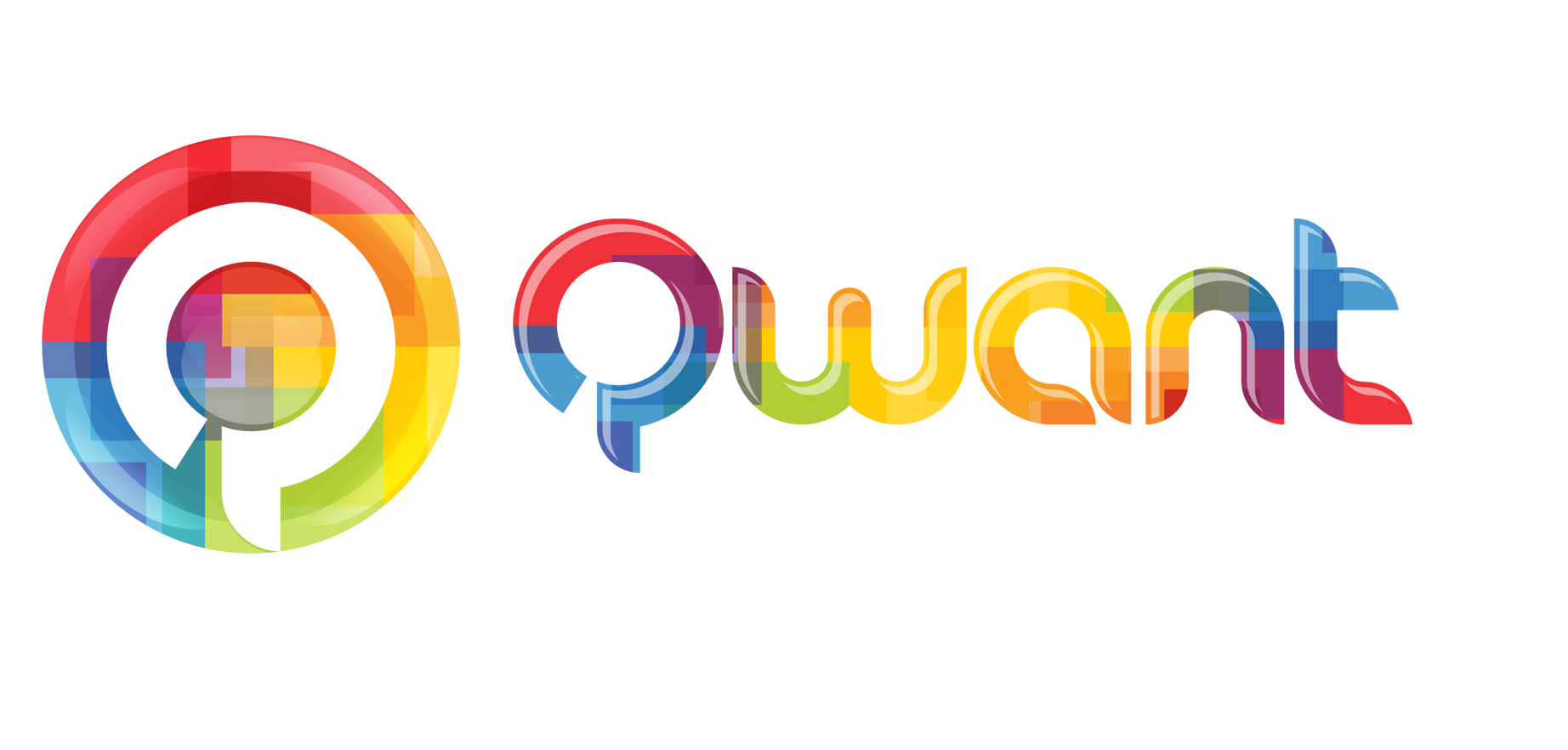
Logo iniziale.
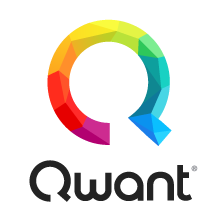
Logo adottato dall'aprile 2015 a luglio 2018.
Logo adottato da luglio 2018

## Motore di ricerca
Qwant offre diversi tipi di risultati tra cui siti web, negozi in linea, siti di notizie e reti sociali.
Secondo il suo fondatore, Qwant non vuole competere con Google ma «mostrare qualcosa di diverso».
Nella modalità «Ricerca», i risultati sono organizzati in colonne:
- Web
- Notizie
- Social
- Immagini
- Video
- Acquisti
- Musica

È possibile migliorare la ricerca per ogni colonna aggiungendo ulteriori parole chiave.
La modalità «Media» mostra foto e video, mentre la modalità «People» serve per trovare persone o organizzazioni attraverso reti sociali come Facebook, Twitter, Google+, Linkedin o MySpace.
Inoltre Qwant mette a disposizione un altro motore chiamato Qwant Junior che permette di navigare filtrando i contenuti inadatti ai bambini.
Gli utenti possono creare un account gratuito che consente loro di creare note e appunti.

## Critiche
Subito dopo la pubblicazione, alcuni osservatori hanno espresso dubbi circa la natura di Qwant sostenendo che più che un motore di ricerca fosse un aggregatore di risultati di altri motori come Bing e Amazon e che il Qnowledge Graph sia basato su Wikipedia; la compagnia ha respinto le critiche affermando che Qwant ha il proprio web crawler e utilizza gli altri motori di ricerca per scopi di indicizzazione semantica.
Con il cambio di direzione Qwant ammette che la maggior parte delle ricerche vengono processate da Bing.
Nel 2020 il nuovo AD di Qwant asserisce che sono riusciti a portare la quota di ricerche gestite dal proprio motore al 40%.